# طلائع الفتح
طلائع الفتح هي منظمة إسلامية مسلحة تأسست في الأصل عام 1993 كفرع من حركة الجهاد الإسلامي المصرية العاملة في الصومال، لكنها أصبحت فصيلاً منفصلاً عاد في النهاية إلى الجماعة تحت قيادة أيمن الظواهري. يقود المجموعة مجدي سالم. وتدخلت الجماعة لمنع الجهاديين في شبه جزيرة سيناء من مهاجمة إسرائيل.

## تاريخها
في عامها الأول، نفذت طلائع الفتح محاولتي اغتيال فاشلتين، الأولى في أغسطس، تفجير القاهرة الذي نجح فقط في إصابة وزير الداخلية المصري حسن الألفي، وبعد ثلاثة أشهر تفجير مماثل استهدف رئيس الوزراء عاطف صدقي.
في أواخر مايو 1995 التقى حسن الترابي بأيمن الظواهري لمناقشة مستقبل طلائع الفتح للعمل فقط خارج مصر. نظّم الظواهري ومصطفى حمزة لقاءً في فيرني فولتير على الحدود الفرنسية السويسرية، حضره طلعت فؤاد قاسم مساعد شوقي الإسلامبولي ونجل سعيد رمضان. قررت المجموعة تركيز جهودها على أديس أبابا، وأن يجتمع أعضاؤها المخضرمون تحت قيادة الإسلامبولي. وفي يونيو 1995 شنوا هجوما فاشلا على حسني مبارك أثناء زيارته لأثيوبيا.
يُعتقد أن قائد الطلائع هو كامل عجيزة، ويزعم المسؤولون الكنديون أن محمد زكي محجوب هو الرجل الثاني في قيادته.
في ديسمبر 1998 أصدرت طلائع الفتح بيانًا للجماعات الإسلامية يدعو إلى شن هجمات ضد الولايات المتحدة «لغطرستها» في قصف العراق ظاهريًا لصرف الانتباه عن فضيحة مونيكا لوينسكي.
يُزعم أن الجماعة اندمجت في تنظيم القاعدة، عندما دمج الظواهري مجموعته مع أسامة بن لادن في عام 2001. لكن في أبريل 2002 ألقت قوات الأمن المصرية القبض على 30 رجلاً بزعم التخطيط لإحياء الجماعة.